# Jubilejnyj (rejon totiemski)
Jubilejnyj (ros. Юбилейный) – wieś w Rosji, w rejonie totiemskim obwodu wołogodzkiego. W 2010 r. liczyła 1771 mieszkańców.